# بكالوريوس الآداب

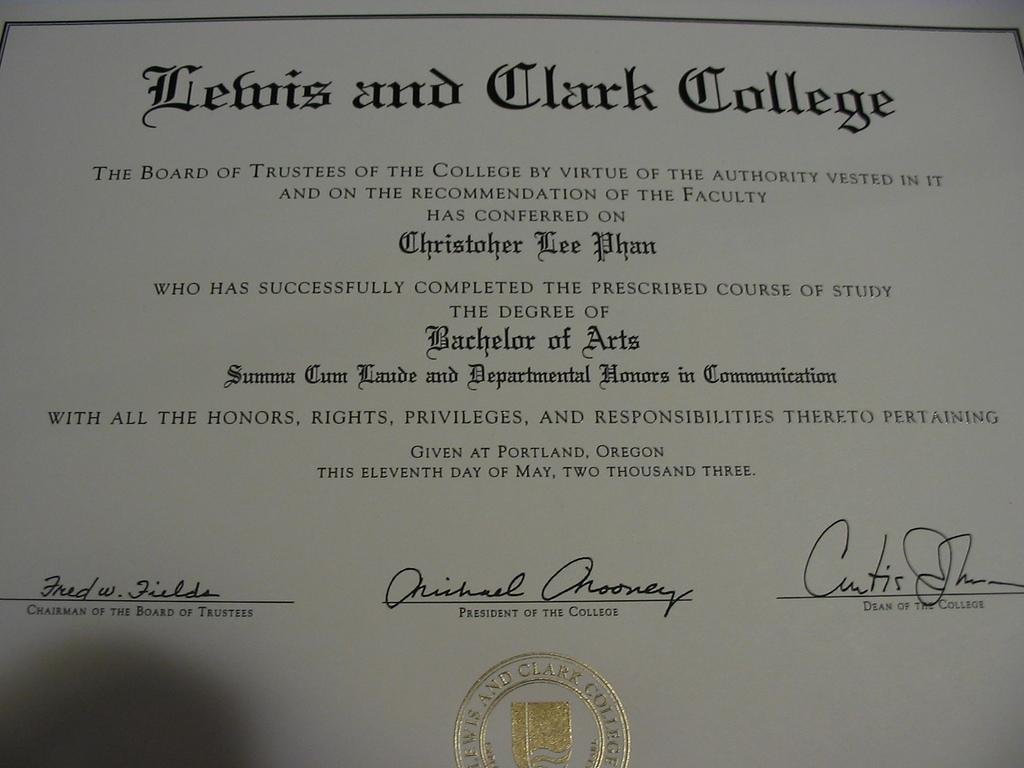

بكالوريوس الأداب هي درجة أكاديمية تُمنح عادة بعد الدراسات في مجال العلوم الإنسانية أو الفنون أو العلوم الاجتماعية أو العلوم الإنسانية. هذا المصطلح يُختصر أحيانا إلى درجة البكالوريوس فقط.

## الدول
كانت هذه الشهادة موجودة في معظم البلدان الأنجلوسكسونية، حيث كان تُعرف تحت اسم البكالوريا في الآداب (بالإنجليزية: Baccalaureate of Arts)‏ أو درجة البكالوريوس في الآداب (بالإنجليزية: Degree of Arts)‏ في اللغة الإنجليزية، وقد كانت هذه الشهادة توازي وتعادل شهادة الإجازة في فرنسا قبل إصلاح التعليم في أوروبا.

### فرنسا
كانت تُعرف في فرنسا تحت اسم بكالوريوس في الفنون قبل الثورة الفرنسية، لكن مصطلح الفنون قد تمت توسعته مما هو عليه اليوم، ليشمل بذلك الأداب.

### بلجيكا
في بلجيكا، يُعتبر مصطلح بكالوريوس الأكثر شيوعا، ثم يأتي بعد ذلك مصطلح درجة البكالوريوس.

### المغرب
تُعرف هذه الشهادة في المغرب تحت اسم إجازة في الأداب، وهي مشابهة نسبياً لنفس الشهادة في فرنسا وذلك بسبب استعمار فرنسا للمغرب في القرن الماضي، حيث يحصل عليها الطالب بعد دراسة 3 سنوات جامعية.